# Diocèse de Huarí
Le diocèse de Huarí (en latin :  Dioecesis Huariensis ; en espagnol : Diócesis de Huarí) est un diocèse de l'Église catholique du Pérou, suffragante de l'archidiocèse de Trujillo.

## Territoire
Il comprend neuf provinces du département d'Áncash : Antonio Raymondi, Asunción, Carlos Fermin Fitzcarrald, Corongo, Huari, Marshal Luzuriaga, Pallasca, Pomabamba et Sihuas. Les autres provinces de ce département sont gérées par les diocèses de Huaraz et Chimbote.
Il possède aussi les provinces de Huacaybamba et de Huánuco dans le département d'Huánuco avec les autres provinces de ce département sous la juridiction du diocèse de Huánuco et le vicariat apostolique de Pucallpa.
Son territoire est d'une superficie de 25 000 km2 divisé en 21 paroisses. L'évêché est à Huari où se trouve la cathédrale de Notre-Dame du Carmel et saint Dominique. Le sanctuaire de Notre-Dame de l'Assomption de Chacas (es) est un lieu de pèlerinage du diocèse.

## Historique
La prélature territoriale de Huarí est érigée le 15 mai 1958 par la constitution apostolique Qui Regnum Dei du pape Pie XII en prenant sur le territoire des diocèses de Huánuco et Huaraz.
Nommé suffragant de l'archidiocèse de Lima lors de sa création, il intègre la province ecclésiastique de Trujillo le 30 juin 1966 par la constitution apostolique Apostolicum officii du pape Paul VI.
Le 2 avril 2008, la prélature territoriale est élevée au rang de diocèse par la constitution apostolique la Solet Apostolica du pape Benoît XVI.

## Évêques
- Marco Libardoni, O.S.I (15 mai 1958 - 25 octobre 1966)
- Dante Frasnelli Tarter, O.S.I (3 août 1967 - 13 juin 2001)
- Antonio Santarsiero Rosa, O.S.I (13 juin 2001 - 4 février 2004), nommé évêque de Huacho
- Ivo Baldi Gaburri (4 février 2004 - 11 juin 2021)
  - Sede vacante (2021)
  - Giorgio Barbetta Manzocchi (14 juin 2021- ) (administrateur apostolique)